# Шапка алмазная Петра I Алексеевича
Шапка алмазная царя Петра I Алексеевича (первого наряда, Алмазный венец) — царская регалия, хранящаяся в Оружейной палате Московского кремля.

## История
Это одна из двух шапок, которые были изготовлены около 1687 г. (в каталоге Кремля — 1684 год) русскими мастерами Оружейной Палаты для Больших Нарядов братьев-соправителей. Парная ей — Шапка алмазная Ивана V Алексеевича.
Она была собственностью Петра I, однако уже с 1703 г. постоянно находилась в собрании Оружейной палаты. Сам царь в последний раз надевал её в 1696 г., хотя она оставалась его частной драгоценностью до самой смерти.
Во времена Российской империи эта шапка, в отличие от большинства других шапок русского царства, не имела какого-то геральдического предназначения.
В конце 2010-х годов шапка подверглась масштабной реставрации (реставратор — Вадим Яковлев).

## Описание
Шапка алмазная сделана по традиционному для того времени образцу Мономахова венца, но её убранство выполнено в барочных формах.
Хотя обе бриллиантовые шапки были сделаны в одно и то же время, венец младшего брата — царя Петра значительно отличается от шапки Ивана V. Он не имеет кольца-диадемы в тулье, весит несколько меньше — 1,420 кг, и на её отделку ушло меньше алмазов, после нескольких утерянных осталось их 817.
Однако бриллианты в этой шапке более крупные и качественные, к тому же для украшения венца были использованы и большие цветные камешки. Поэтому в целом шапка была оценена в 16930 рублей — дороже, чем родственная с ней «шапка» Ивана V .
Двухъярусная шапка состоит из двух металлических каркасов. Внешний представляет собой сплошную плетёнку из 32 соединённых драгоценных запон-узоров. Завесы эти — изображения двуглавых орлов, корон, и лепестковых розеток различных форм и размеров. Места между бриллиантами украшены цветной эмалью. Венец венчает двухпоясный полог с камешком изнутри и бриллиантовый равноконечный крест. Ранее между двумя поясками находился большой турмалин, затем заменён красной шпинелью.
Шапку украшают кроме алмазов также и другие камни кроме шпинелей — это 8 изумрудов и 4 турмалина . Эти 12 просверлённых камней симметрично присоединены к тулье шапки в 4-х местах — «на спнях».
К тулье шапки прикреплён традиционный соболиный мех.
Высота шапки 28,3 см, окружность по тулье — 65,0 см.